# موسيقى لبنانية
اشتهرت بيروت، عاصمة لبنان، بفنونها ومفكريها وبخاصة بعد الحرب العالمية الثانية. وكانت الموسيقى البدوية التي كانت تصاحب رقصة الدبكة منتشرة مع موسيقى الرعاة التي اعتمدت على المزمار. ومع استقلال لبنان وتشجيع الفنون، برز موسيقيون لبنانيون طبعوا الموسيقى اللبنانية بطابع فلكلوري لبناني منهم الاخوين الرحباني الذان ألّفا الموسيقى والمسرح الموسيقي اللبناني وأنشاؤا موسيقى لبنانية اصيلة. ومن الموسيقيين الذين الفوا المغناة اللبنانية فيلمون وهبي وزكي ناصيف ووديع الصافي.
وعن الموسيقى السيمفونية، اشتهر وليد غلمية الذي الف سيمفونيات عربية ضخمة وسليم سحاب الذي حلق بموسيقاه.
واشتهر الاخوين فليفل في تأليف الموسيقى الوطنية وكانا رواد تأليف الاناشيد الوطنية العربية والموسيقى العسكرية.
وتزاوجت الموسيقى الغربية مع الابداع اللبناني وظهرت الجاز اللبنانية مع زياد الرحباني واستعمل الإيتار مع أغاني خالد الهبر. واشتهرت مؤخرا موسيقى الاندرغراوند مع فرق مثل.... وأصبح رائد ياسين، مازن كرباج، شريف صحناوي وشربل الهبر. رواد الموسيقى المرتجلة الحرة في العالم العربي.

## الموسقى الدينية
وألف الرحابنة العديد من الاغاني الدينية والتراتيل التي غنتها فيروز في الاعياد وبخاصة الميلاد والفصح. وطور اللبنانيان شارل مكريس ومارون ادولف موسيقى الراب لتستعمل في الطقوس الدينية المسيحية.
وبرع في لبنان العديد من المنشدين الدينيين الذين اعتمدوا على الدف والصوت الجميل لانشاد الاناشيد الدينية الإسلامية والتي تغنى في الاعياد الإسلامية وايام المولد النبوي الشريف.

## الات الموسيقى اللبنانية
اعتمد الموسيقى اللبنانية على الدربكة والعود والمزمار أو الناي والذين اعتبروا من أساسيات الموسيقى اللبنانية. واستعمل القانون والكمان في الموسيقى اللبنانية الكلاسيكية. ومن ثم، استعمل الجيتار والبيانو والاورغن والدرامز. وفي حديثا، استعملت السينثيزايزرز الإلكترونية.